# 663
El 663 (DCLXIII) fou un any comú començat en diumenge del calendari julià.

## Esdeveniments
- L'emperador romà d'Orient, Constant II, llança una ofensiva contra el Ducat de Benevent (sud d'Itàlia), aprofitant el conflicte entre el rei de Llombardia, Grimoald I, i els francs de Nèustria per desembarcar a Tàrent i assetjar les ciutats de Lucera i Benevent.[1]
- Primera escalada del Mont Fuji (Japó)
- Batalla de Baekgang